# 冰雪奇緣 (廣告)
《冰雪奇緣》（英語：Frozen）又稱丹尼·戈布之歌（Ballad of Dannie Goeb）係美國共和黨籍政治人物大衛·杜赫斯特的競選團隊於2014年德克薩斯州副州長提名初選時於YouTube發布的政治廣告。杜赫斯特在選舉前已連任三屆副州長，於該次黨內初選中面臨頗受茶黨運動支持的丹·派翠克挑戰。初選第一輪投票中，派翠克獲得41％的得票率，因此兩人須在第二輪投票角逐提名資格。
廣告中，經過後製的丹·派翠克模仿動畫電影《冰雪奇緣》主角艾莎的穿著，演唱一首改編該電影主題曲放開手的歌曲。該曲歌詞聲稱派翠克透過改名避免過去的財務問題，而後者的競選團隊則否認這些指控，並自行發布以《冰雪奇緣》為主題的網頁廣告網頁「DewFeed」，網頁上展示一些《冰雪奇緣》的GIF動畫，配上標語稱頌派翠克的保守精神，並攻擊杜赫斯特。

## 背景

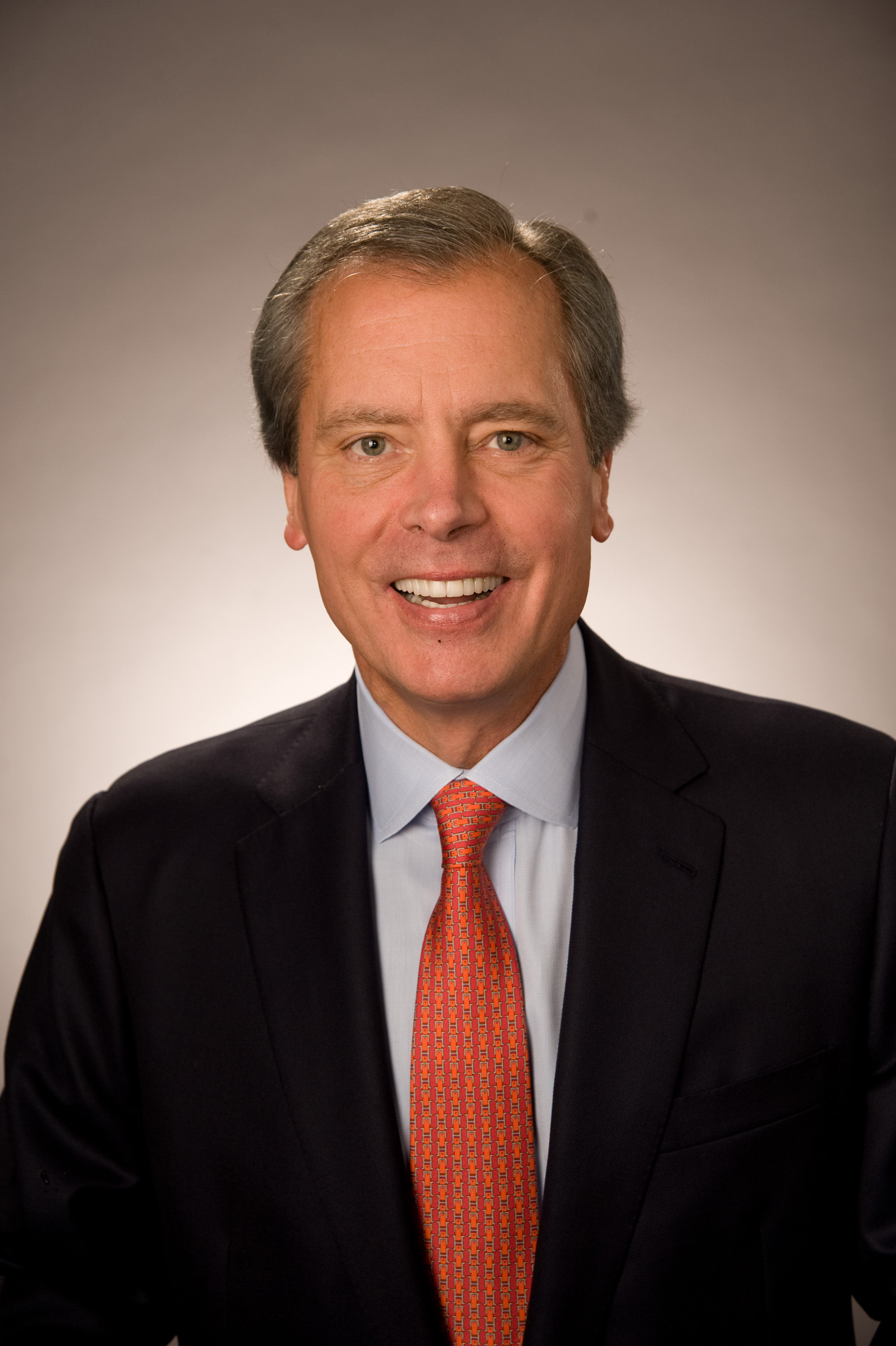
2009年的大衛·杜赫斯特

2003－2015年間，大衛·杜赫斯特擔任德克薩斯州的副州長。任職副州長的三個任期內，杜赫斯特協助通過爭議性的2003年德克薩斯州選區重劃計畫和「商業友好」（business friendly）立法。2012年，杜赫斯特參選聯邦參議員，惟於共和黨內初選中敗給泰德·克魯茲而未獲提名。
2014年，作為保守派共和黨人的杜赫斯特，其連任之路受到茶黨運動支持的丹·派翠克挑戰。該年度的共和黨初選中，派翠克和杜赫斯特分別以41％和28％的得票率進入第二輪投票。杜赫斯特於第二輪投票開始的前幾周展開負面競選活動，其中包括模仿迪士尼動畫電影的《冰雪奇緣》和迪斯可廣告你一定會喜歡的副州長（Lt. Gov. You've Gotta Love），最終派翠克以65.1％的得票率於第二輪投票中擊敗杜赫斯特（34.9％）。

## 劇情簡述
《冰雪奇緣》由經過後製的丹·派翠克演唱改編後的同名動畫主題曲放開手，歌詞描述派翠克將其姓名自丹尼·戈布（Dannie Goeb）改為丹·派翠克，以躲避破產審查。後製過的丹·派翠克於廣告的前段模仿動畫主角艾莎的穿著，漂浮在一處冬季的場景；中段部分，派翠克漂浮於德克薩斯州議會大廈的靜態照片上；音樂在後段部分則與派翠克本人的素材結合。

## 反應

### 大衛·杜赫斯特
大衛·杜赫斯特個人表示並不認為《冰雪奇緣》廣告具有娛樂性質，但他在家中的年輕一輩和競選團隊工作人員的建議下，依舊將其發布，並解釋該廣告「無意對派翠克不敬」。一位杜赫斯特團隊的工作人員認為《冰雪奇緣》廣告就如同「一件輕鬆愉快的事」（a lighthearted thing）。

### 丹·派翠克
作為對廣告的回應，丹·派翠克的競選團隊於一個名為DewFeed的網站發布一系列動畫《冰雪奇緣》的GIF檔案，利用該網站強調派翠克是更佳副州長人選的相關論述。其中一個GIF指出，在派翠克於德州參議院提出前，杜赫斯特並不關心美墨邊界的安全問題；另一GIF則將杜赫斯特稱為「沒有保守立場的溫和派」。
除了DewFeed外，派翠克的競選團隊指出，廣告描述派翠克透過改名以躲避過去財務審查的指控並非正確，他在擔任體育廣播員時才首次使用「丹·派翠克」一名。

## 外部連結
- YouTube上的Dan Patrick sings "The Ballad of Dannie Goeb" (Let It Go Parody)（页面存档备份，存于，原始連結已轉為私人影片）